# گوران (منطقه)
گوران نام منطقه‌ای است که حدود امروزی آن به بخشی از غرب استان کرمانشاه محدود می‌شود. مرزهای منطقۀ گوران در دوره‌های مختلف تاریخی متغیر بوده‌است. در دوران کنونی اگرچه نام گوران به طور رسمی تنها به دهستان گورانی در شهرستان دالاهو اطلاق می‌شود،‌ اما کاربرد غیر رسمی آن در میان مردم تقریباً‌ کل شهرستان دالاهو و حتی مناطق همجوار آن را در بر می‌گیرد. سرزمین تاریخی گوران بسیار وسیع‌تر از گوران کنونی است و آن را نباید با دهستان کنونی گوران و ایل گوران یا مردم گوران یکی دانست.

## حدود تاریخی
شهاب‌الدین احمد العمری که در نیمۀ‌ نخست سدۀ ۱۴ میلادی می‌زیسته، از سرزمینی به نام گوران یاد کرده و حدود آن را از همدان تا شارزور دانسته است. وی می‌نویسد: 
«در کوهستان‌های همدان و شارزور، شخص به ملت کردی برمی‌خورد به نام گوران که مردمی نیرومند و جنگجو و مرکب از جنگجویان و دهقانان هستند.»
مؤلف تاریخ مسعودی واژۀ گوران را برای اشاره به سرتاسر بخش‌های جنوبی کردستان از شهرزور در استان سلیمانیۀ کردستان عراق تا همدان در ایران به کار برده است و می‌نویسد: 
«همۀ پهنه از شهرزور تا همدان، زیستگاه قبیلۀ گوران (الگورانیه) است که از سپاهیان و غله‌کاران پدید آمده‌است.»
دکتر توفیق وهبی نیز در این زمینه می‌نویسد: 
«باشندگان آنجا دارای پیدایش گورانی یگانه‌ای هستند. (کلّهم گورانیه الاصل)»
شرف‌خان بدلیسی از گوران به عنوان یکی از چهار تیرۀ اصلی کردها یاد کرده‌است. اما علاوه بر این او واژۀ گوران را در کاربردی جغرافیایی برای اشاره به سرزمینی حدفاصل لرستان و اردلان به کار برده‌است که ایلات سیاه‌منصور،‌ چگنی و زنگنه از آنجا برخاسته‌اند.

## گوران کنونی
امروز در تقسیمات اداری ایران، منطقه‌ای با عنوان دهستان گورانی به مرکزیت شهر گهواره وجود دارد. دهستان گورانی در شمال کرند و شرق دهستان سنجابی واقع از شمال به ثلاث باباجانی و از غرب به قلخانی و بیونیج محدود است.
در دوران کنونی اگرچه نام گوران به طور رسمی تنها به دهستان گورانی در شهرستان دالاهو اطلاق می‌شود،‌ اما کاربرد غیر رسمی آن در میان مردم تقریباً‌ کل شهرستان دالاهو و حتی مناطق همجوار آن را در بر می‌گیرد. شهر گهواره مهم‌ترین کانون شهری ایل گوران محسوب می‌شود، اما شهر کرند که خارج از دهستان گوران قرار دارد و مناطق مجاور این شهرها از قبیل بیونیج نیز جزو گوران به شمار می‌آید.
آگوپف گوران کنونی را به جای مانده از سرزمین بزرگتر گوران در قدیم دانسته که به مرور کوچک‌تر شده‌است.
برای مدتی طولانی گهواره حاکم‌نشین منطقۀ گوران بوده و خاندان یاسمی از این شهر به ریاست بر ایل گوران می‌پرداخته‌اند. همچنین روستای توت‌شامی واقع در شمال گهواره در این دهستان قرار دارد که مرکز خاندان حیدری و از نظر اعتقادی برای مردم یارسان مکانی مقدس به شمار می‌آید.